# Gobierno de Manuel Felipe de Tovar
El gobierno de Manuel Felipe de Tovar (1859-1861) fue el conjunto de dos gobiernos conservadores presididos por Tovar, el primero como presidente encargado en 1859 tras su asunción como vicepresidente y el segundo como el primer presidente electo mediante voto directo masculino en la historia nacional, asumiendo en 1860 tras la destitución y arresto de Julián Castro, durante la Guerra Federal, y renunciando a su cargo al año siguiente en medio de una crisis política.

## Contexto histórico
El presidente Julián Castro Contreras había tomado el poder durante la Revolución de Marzo en 1858 y había sido apresado al año siguiente, 1859. El vicepresidente Pedro Gual asumió mientras se hicieron elecciones, donde resultó electo Manuel Felipe de Tovar contra Pedro Gual y José Antonio Páez.

## Gabinete
Se nombró a Enrique Pérez de Velazco como ministro de Interior y justicia, a José Eusebio Gallegos como ministro de Hacienda, Juan José Mendoza como ministro de Relaciones Exteriores y ministro de Guerra y Marina al expresidente José Antonio Páez.

## Política nacional

### Política judicial
Durante el gobierno de Tovar fueron indultados los presos políticos vinculados con el federalismo.

### Política económica
El 15 de mayo de 1860 se firmó un decreto que autorizaba a la presidencia para contratar un préstamo de 6.000.000 de pesos. El 15 de junio se aprobó una ley que estableció una contribución sobre la renta. El 20 de junio fue creada la Dirección de Crédito Público. El 6 de julio se aprobó una ley que derogaba otra de 1850 sobre los juicios de espera y quita.

### Política de alimentación
El 7 de julio de 1860 se decretó la autorización a la presidencia para permitir la libre importación temporal de maíz, arroz, menestras, papas, carne salada y manteca.

### Política laboral
El 7 de julio de 1860 se aprobó el decreto que establecía el sueldo de los altos funcionarios (12.000 pesos anuales para el presidente y 4.000 pesos anuales para el vicepresidente).